# Amaraji
Amaraji is een gemeente in de Braziliaanse deelstaat Pernambuco. De gemeente telt 20.509 inwoners (schatting 2009).
De gemeente grenst aan en Chã Grande, Ribeirão, Primavera, Cortês en Gravatá.